# Josef Harpe
Josef Harpe, född den 21 september 1887 i Buer nära Recklinghausen, död den 14 mars 1968 i Nürnberg, var en tysk militär. Han befordrades till generalmajor i augusti 1940 och till generalöverste i maj 1944. Harpe erhöll Riddarkorset av järnkorset med eklöv och svärd i september 1943. Han avskedades som Adolf Hitlers syndabock för det ryska genombrottet vid Baranov-brohuvudet och var i amerikansk krigsfångenskap april 1945 – april 1948.

## Bakgrund
Harpe påbörjade sin militära karriär 1909. Han placerades inom infanteriet där han under första världskriget tjänstgjorde i olika positioner. Efter kriget fortsatte hans militära karriär i Reichswehr. På 1920-talet tjänstgjorde han som kompanibefäl i en av de moderna motoriserade bataljonerna. Han gick 1928 vidare från sitt kompani till en tjänst på Reichswehrministerium och 1930 tjänstgjorde han i Inspektion der Verkehrstruppen (In 6) som inspekterade de motoriserade styrkorna.  I slutet av april 1931 tvingades han formellt att gå i pension för att under falskt namn resa till Kazan i Sovjetunionen där det fanns en tysk-sovjetisk pansarskola. I Kazan utvecklade tyskarna pansartaktik och utprovade nya pansarfordon. 
I november 1933 återvände Harpe hem och återinfördes i militär tjänst i Tyskland. 1935 fick han befälet över ett pansarregemente och i augusti 1939 fick han befälet över Panzer-Brigade 1 som var en del av 1. Panzer-Division. Han ledde sin brigad under invasionen av Polen. Efter en tid som kommendant för en pansarskola fick Harpe i oktober 1940 befälet över den nybildade divisionen 12. Panzer-Division. Efter utbildning förlades divisionen till östfronten. Där ledde Harpe divisionen i strider runt Minsk och Smolensk och förlänades den 13 augusti 1941 med Riddarkorset innan divisionen i september förflyttades till området kring Leningrad. Där utkämpade de hårda strider runt Tichvin. Under en vilo- och återuppbyggnadsperiod i början av 1942 lämnade Harpe sin division. Han hade dessförinnan förlänats med eklöven till sitt riddarkors. Nästa tjänst för Harpe blev som armékårsbefälhavare. 
Harpe ledde XXXXI. Panzer-Korps under slaget om Kursk och de efterföljande defensiva striderna där han för sin kårs insatser den 15 september 1943 förlänades med svärden till sitt riddarkors. Under våren 1943 fick även Harpe två gånger hoppa in som tillfällig befälhavare för 9. Armee för att avlösa Walter Model. 
Den 4 november 1943 utnämndes Harpe till befälhavare för 9. Armee. Han nämndes i Wehrmachtbericht den 1 januari 1944 sedan hans trupper täppt igen en lucka i frontlinjen. Senare på våren blev hans nästa befäl 4. Panzerarmee, som han ledde i två månader. Under denna tid utkämpades defensiva strider och armén trycktes tillbaka mot floden Weichsel. Vid detta läge fick Harpe återigen avlösa Walter Model när han fick befälet över hela dem armégrupp som hans pansararmé tillhörde, Armégrupp Nordukraine. I slutet av september bytte armégruppen namn till Armégrupp A och Harpe fortsatte med att föra befälet. 
Den 12 januari 1945 inleddes den sovjetiska Weichsel-Oder-operationen mot Harpes styrkor. Efter några dagar bröt de igenom vid brohuvudet Baranow. Det ledde till att Harpe avskedades av Adolf Hitler och ersattes av Ferdinand Schörner.
Harpe fick sitt sista befäl den 9 mars 1945 när han tog över 5. Panzerarmee på västfronten. Han ledde sin armé i strider i Ruhrfickan och kapitulerade i mitten av april. Harpe hamnade i amerikansk krigsfångenskap och släpptes fri 1948.

## Kommenderingar
- befälhavare för 9. Armén mars 1943 – maj 1944
- befälhavare för 4. Panzerarmee maj – juni 1944
- befälhavare för armégrupp Nord i Ukraina juni – september 1944
- befälhavare för armégrupp A september 1944 – januari 1945.

## Befordringar
- Fahnenjunker – 1909
- Leutnant – 20 mars 1911
- Oberleutnant – 18 april 1915
- Hauptmann – 18 april 1918
- Major – 1 april 1931
- Oberstleutnant – 1 maj 1935
- Oberst – 1 januari 1937
- Generalmajor – 1 augusti 1940
- Generalleutnant – 15 januari 1942
- General der Panzertruppen – 1 juni 1942
- Generaloberst – 20 april 1944

## Utmärkelser

### Första världskriget
- Järnkorset av andra klass –
- Järnkorset av första klass –

Andra världskriget
- Järnkorset av andra klass –
- Järnkorset av första klass –
- Riddarkorset – 13 augusti 1941
  - Med eklöven – 31 december 1942
  - Med svärden – 15 september 1943
- Tyska korset i guld – 19 februari 1943
- Nämnd i Wehrmachtbericht – 1 januari 1944